# Bersenbrück (stacja kolejowa)
Bersenbrück – stacja kolejowa w Bersenbrück, w kraju związkowym Dolna Saksonia, w Niemczech. Znajdują się tu 2 perony.